# История одного похищения
«История одного похищения» (англ. Screwed) — американская кинокомедия 2000 года. В России фильм также известен под названием «Собачье дело».

## Сюжет
Шофёр Уиллард Филлмор решает проучить свою злобную хозяйку, владелицу кондитерской фабрики Вирджинию Крок, эксплуатирующую его, словно раба. Вместе со своим другом Расти он крадёт любимую собачку мисс Крок, чтобы выманить у неё побольше денег. Но судьба разворачивается таким образом, что Уилларду приходится подстроить своё собственное похищение. При этом он попадает в бесконечный водоворот событий, над которыми теряет контроль.

## В ролях
- Норм Макдоналд — водитель Уиллард Филлмор
- Дэвид Шапелл — Расти
- Илэйн Стрич — мисс Вирджиния Крок
- Дэнни Де Вито — патологоанатом Грув Кливер
- Дэниел Бензали — следователь Том Деви
- Шерман Хемсли — Чип Освальд
- Сара Силверман — Хиллари
- Малкольм Стюарт — Роджер